# ألساندرو كوستاكورتا
ألساندرو كوستاكورتا (بالإيطالية: Alessandro Costacurta)، (ياراغو كون أوراغو بمقاطعة فاريزي، 24 أبريل 1966). يلقبه زملائه ب«بيلي»، يعد أحد أكبر اللاعبين في الكرة الإيطالية حيث لعب مع نادي أي سي ميلان حتى بلغ من العمر 41 عاما.
انضم كوستاكورتا إلى شباب نادي إيه سي ميلان في عام 1986، وأعير في موسم 1986-1987 إلى نادي منزا لكي يكتسب الخبرة، قد لعب مع هذا النادي 30 مباراة، وأبلى بلاء حسنا، وفي عام 1987 عاد إلى إيه سي ميلان، لعب أول مباراة له في الدوري الإيطالي مع الميلان ضد فيرونا في 25 أكتوبر 1987 وقد كسبها الميلان 1 - صفر، ومنذ ذلك اليوم شارك مع النادي في 713 مباراة، وسجل فيها 3 أهداف بحكم مركزه كقلب دفاع.
و لعب كوستاكورتا مع منتخب إيطاليا لكرة القدم في بداية التسعينات، وقد لعب في كأس العالم 1994، ولكنه لم يلعب في المباراة النهائية التي خسر فيها المنخب الإيطالي بركلات الجزاء الترجيحية بسبب حصوله على البطاقة الصفراء في مباراة إيطاليا ضد بلغاريا في نصف النهائي مما حرمه من اللعب في المباراة النهائية، ولعب في كأس العالم 1998، وخرج من دور الربع نهائي أمام منتخب فرنسا لكرة القدم بركلات الجزاء الترجيحية أيضا، وشارك في كأس أوروبا في عام 1996 التي أقيمت في إنجلترا، وبعد كأس العالم 1998 قرر كوستاكورتا اعتزال كرة القدم على الصعيد الدولي، يذكر أن كوستاكورتا قد لعب مع المنتخب 59 مباراة دولية وسجل فيها هدفين.
و قد فاز كوستاكورتا بلقب الدوري الإيطالي مع نادي إيه سي ميلان سبع مرات وفاز بلقب دوري أبطال أوروبا خمس مرات، وحقق كأس إيطاليا مرة واحدة فقط.
لعب آخر مباراة له في الدوري الإيطالي يوم السبت 19 مايو 2007 ضد فريق أودينيزي وقد سجل هدف في تلك المباراة من ضربة جزاء.
انضم بعدها للجهاز الفني للميلان برفقة المدرب أنشيلوتي.
فاز بدوري أبطال أوروبا 5 مرات، سنوات : 1989، 1990 ، 1994 ، 2003، 2007

## مسيرته الكروية
لعب ألساندرو كوستاكورتا خلال مسيرته الاحترافية مع ناديين في اثنين وعشرين موسمًا وسجل خلالها 3 أهداف ضمن 487 مباراة. حيث فاز في موسم واحد بالكأس وفي سبعة مواسم بالدوري.
خاض ألساندرو كوستاكورتا مسيرته مع نادي إيه سي ميلان في موسم 1985–86 في المرة الأولى لمدة موسم واحد ثم في موسم 1987–88 ليلعب معه عشرون موسمًا، مشاركًا طوالها في 457 مباراة سجل خلالها 3 أهداف. ثم انتقل إلى نادي مونزا في موسم 1986–87 لمدة موسم واحد، حيث شارك في 30 مباراة ولم يسجل أي هدف.

## روابط خارجية
- ألساندرو كوستاكورتا على موقع IMDb (الإنجليزية)
- ألساندرو كوستاكورتا على موقع الاتحاد الدولي (مؤرشف)  (الإنجليزية)
- ألساندرو كوستاكورتا على موقع الاتحاد الأوربي (الإنجليزية)
- ألساندرو كوستاكورتا على موقع قاعدة بيانات كرة القدم.إي يو (الإنجليزية)
- ألساندرو كوستاكورتا على موقع بيانات كرة القدم. دي إي (الألمانية)
- ألساندرو كوستاكورتا على موقع ناشيونال فوتبول تيمز (الإنجليزية)
- ألساندرو كوستاكورتا على موقع Soccerbase.com (لاعب) (الإنجليزية)
- ألساندرو كوستاكورتا على موقع عالم كرة القدم.نت (الإنجليزية)
- ألساندرو كوستاكورتا على موقع كووورة